# Bắc Sumatera
Bắc Sumatera hay Bắc Sumatra (tiếng Indonesia: Sumatera Utara, tiếng Java: Sumatra Lor) là một tỉnh của Indonesia trên đảo Sumatra. Thủ phủ là Medan. Tỉnh này có diện tích: 71.680 km² và dân số là 11,642 triệu người. Tỉnh chia làm ba vùng: ven biển phía Tây, ven biển phía Đông và vùng núi. Các thành phố trực thuộc Bắc Sumatera gồm:
- Padang Sidempuan
- Sibolga
- Pematang Siantar
- Tebing Tinggi
- Tanjung Balai
- Medan
- Binjai

Bắc Sumatera có 18 huyện.